# جسر تشوم
جسر تشوم (بالفارسية: پل چوم) هو جسر تاريخي يعود إلى عصر السلالة الصفوية، ويقع في مقاطعة أصفهان.